# میکال هاراتیک
میکال هاراتیک (انگلیسی: Michał Haratyk؛ زادهٔ ۱۰ آوریل ۱۹۹۲) ورزشکار دو و میدانی اهل لهستان است.